# هوارد صموئيل إروين
هوارد صموئيل إروين (بالإنجليزية: Howard Samuel Irwin)‏ هو عالم نبات أمريكي، ولد في 1928 في لويفيل في الولايات المتحدة.